# Буяло, Олег Юрьевич
Оле́г Ю́рьевич Бу́яло (укр. Олег Юрійович Буяло, позывной — Батько; 12 апреля 2002, Славутич — 13 июня 2023, Великая Новосёлка) — украинский военнослужащий, лейтенант, участник российско-украинской войны. Герой Украины (24 февраля 2024, посмертно).

## Биография
Родился 12 апреля 2002 года в городе Славутич Киевской области.
Учился в местной ЗОШ № 1, а после неё — в лицее по физико-математическому профилю. Увлекался спортом, занимался дзюдо.
Высшее военное образование получил в военной академии города Одесса. В феврале 2023 года после окончания академии направлен в 37-ю отдельную бригаду морской пехоты, где занимал должность командира роты огневой поддержки одного из батальонов. Параллельно также командовал группой общевойскового резерва батальона.
Свой первый бой принял 5 июня 2023 года на юге Донецкой области. 6 июня 2023 года участвовал в боях у Новодонецкого.
Погиб 13 июня 2023 года возле села Великая Новосёлка Волновахского района Донецкой области. Тогда, по заявлению украинских СМИ, Олег Буяло возглавил группу бойцов и отправился на штурм одного из опорных пунктов противника на стратегически важной высоте возле села, где его подразделение выбило врага и заняло его позиции. В результате артиллерийских ударов по позициям занимаемых группой лейтенанта Буяло он погиб.
Похоронен в Славутиче в Киевской области.

## Награды
- Звание «Герой Украины» с удостоением ордена «Золотая Звезда» (24 февраля 2024, посмертно) — за личное мужество и героизм, проявленные в защите государственного суверенитета и территориальной целостности Украины, верность военной присяге[4].